# زن عنکبوتی (جسیکا درو)
اسپایدر وومن یا زن عنکبوتی (به انگلیسی: Spider Woman) با نام اصلی جسیکا درو یک شخصیت تخیلی و ابرقهرمانانه در کتاب‌های کمیک مارول کامیکس می‌باشد. وی توسط آرشیه گودوین و ماریه سورین خلق و برای اولین بار در نورافکن مارول شماره ۳۲ام (فوریه ۱۹۷۷) ظاهر شد همچنین یک سری کتاب به نام خودش با بیش از ۵۰ شمارهٔ چاپ شده، دارد. این شخصیت در نهایت کشته می‌شود اما در سری داستان آرک انتقام‌جویان دوباره زنده می‌شود ولی قدرت‌های خود را از دست می‌دهد. بعدها شخصیت‌های دیگری از نام زن عنکبوتی او استفاده می‌کنند.
نویسنده برایان مایکل بندیس جسیکا درو را به گروه انتقام جویان جدید اضافه کرده‌است. در سال ۲۰۰۹، یک سری محدود کامیک با نام او منتشر شده‌است.